# Комаріха (Топчихинський район)
Комарі́ха (рос. Комариха) — селище у складі Топчихинського району Алтайського краю, Росія. Входить до складу Парфьоновської сільської ради.
Стара назва — Камаріха.

## Населення
Населення — 84 особи (2010; 127 у 2002).
Національний склад (станом на 2002 рік):
- росіяни — 72 %
- німці — 27 %